# Léo Meyer
Léo Meyer (* 25. Januar 1997) ist ein französischer Volleyballnationalspieler.

## Karriere
Meyer begann seine Karriere 2014 am Centre National de Volley-Ball. In der Saison 2016/17 war der Zuspieler bei Strasbourg Volley-Ball aktiv und danach ein Jahr bei Rennes Volley 35. 2018 wechselte er zu Nantes Rezé Métropole Volley. 2021 erreichte er mit der französischen Nationalmannschaft den dritten Platz in der Nations League. Anschließend wechselte er zum Schweizer Erstligisten Chênois Genf. Mit dem Verein wurde er in der Saison 2021/22 Schweizer Vizemeister. In der Saison 2022/23 spielte Meyer bei Selver Tallinn. Dort erreichte er das nationale Pokalfinale und wurde estnischer Meister. 2023 wurde der Zuspieler vom deutschen Bundesligisten SWD Powervolleys Düren verpflichtet. In der Saison 2023/24 unterlagen die SWD Powervolleys im DVV-Pokal hingegen bereits im Viertelfinale gegen die WWK Volleys Herrsching und im CEV-Pokal schieden sie im Achtelfinale aus. In den Bundesliga-Playoffs verloren die SWD Powervolleys als Tabellensechster im Viertelfinale gegen den VfB Friedrichshafen. Danach verließ Meyer den Verein mit unbekanntem Ziel.